# 郡司恭子
郡司 恭子（ぐんじ きょうこ、1990年6月26日 - ）は、日本テレビのアナウンサー。

## 来歴
東京都港区出身。聖心女子学院高等科、慶應義塾大学総合政策学部卒業。高校時代は早稲田塾に通い、慶大にはAO入試で合格した。中学、高校はテニス部、大学はゴルフ部に所属していた。
2013年入社。同期入社は川畑一志、後藤晴菜、中島芽生。
2022年9月、日本テレビの新規事業としてアパレルブランド「Audire（アウディーレ）」を立ち上げた。
2024年6月1日から、副主任から主任に昇任する。
2025年5月1日、結婚を発表。8月1日、第1子妊娠を発表。秋から産休に入る予定。

## 人物
- 身長162 cm[2]。
- BSフジの『BSフジNEWS』第20期学生キャスターを務めた[11][12]。
- 父親の影響でゴルフを始め、大学2年生から体育会ゴルフ部に所属[13][14]。大学時代の愛読書は「ゴルフダイジェスト」で、ホールインワンの経験がある。
- 韓国好きで、頻繁に渡韓している[15][16]。朝鮮語の習得にも励んでおり、2019年秋期、アナウンサープロフィール[2]のシーズンクエッション「最近感じた小さな幸せを教えて下さい！」に対し、「韓国ドラマを字幕なしで理解できたとき！朝鮮語の勉強のために、最近は字幕なしで見るようにしているのですが知っている単語が聞き取れて、セリフの意味を理解できたとき、心の中で小さくガッツポーズ！小さな幸せです。」と答えている。
- 好きな言葉は「Today is a gift」。
- 資格は第一種自動車運転免許を所持。

## 出演
太字 は、現在出演中

### テレビ番組
- スポーツ中継
  - ゴルフ中継 - 実況
  - 全国高校サッカー選手権大会 - リポーター
- ZIP!
  - 月・木曜フィールドキャスター（2013年6月17日 - 2014年3月27日）
  - 安藤翔の代理（2013年7月23日・9月10日、2014年2月7日）
  - SHOWBIZキャスター（2014年3月31日 - 2017年9月29日）
- 深層NEWS（BS日テレ）  
  - ニュース・天気担当（2013年9月30日 - 2014年3月）
  - 火曜日サブキャスター（2021年10月5日 - 2022年3月22日）
  - 木曜日サブキャスター（2022年3月31日 - 9月29日）
  - 水曜日サブキャスター（2022年10月5日 - ）
- ヒルナンデス!
  - 水卜麻美の代理（2014年10月16日・20日、2015年3月9日・9月9日、2016年9月28日）
  - 月・木曜ニュースコーナー担当（2019年9月30日 - 2020年4月2日、2020年6月15日 - 9月24日）
  - 笹崎里菜（ニュースコーナー）の代理（2019年10月23日・11月20日・12月18日）
  - 隔週月・水 - 金曜ニュースコーナー担当（2020年4月20日 - 6月5日）[17]
- 沸騰ワード10（2015年10月30日 - 2020年3月13日） - 進行
- トリックハンター（2016年2月17日 - 8月17日） - 司会
- Oha!4 NEWS LIVE（日テレNEWS24制作） - メインキャスター
  - 月・火曜担当（2017年10月2日 - 2019年9月24日）
  - 笹崎里菜の代理（2017年12月15日、2018年1月10日・9月12日・13日、2020年2月3日）
  - 佐藤梨那の代理（2018年4月20日、2019年8月16日）
  - 火曜担当（2019年10月1日 - 2020年9月15日）[18][19]
  - 市來玲奈の代理（2019年11月27日、2020年4月1日）
- news every.
  - 寺田ちひろの代理（2017年10月11日 - 13日）
  - 中島芽生の代理（2018年8月16日・17日・23日・24日）
  - 土曜版（2021年10月30日）[20]
- バゲット
  - 隔週月曜日レギュラー（2018年10月 - 2019年9月）
  - VTR企画レギュラー（2022年4月 - 2023年3月）
- めざせ!プログラミングスター（BS日テレ、2019年4月6日 -  2020年12月26日）- 進行（学級委員長）・ナレーション
- スッキリ
  - 水卜麻美の代理（2019年9月30日・10月3日、2020年2月12日・13日）
  - ニュースコーナー代理（2020年10月23日、2021年6月18日、2023年2月20日）[21]
  - 水曜ニュースコーナー担当（2021年3月31日 - 2022年9月28日）
  - 岩田絵里奈の代理（2022年9月19日・20日）
  - 火曜ニュースコーナー担当（2022年10月4日 - 2023年3月28日）
  - 金曜ナレーター（2022年10月14日 - 2023年3月31日）
- 情報ライブ ミヤネ屋（読売テレビ制作） - ニュースコーナー担当
  - 月・木曜担当（2019年9月30日 - 2020年4月2日、2020年6月15日 - 9月24日）
  - 笹崎里菜の代理（2019年10月23日・11月20日・12月18日）
  - 隔週月・水 - 金曜担当（2020年4月20日 - 6月5日）[22]
  - 月・火曜担当（2020年9月28日 - 2021年3月23日）
  - 杉野真実の代理（2020年10月23日、2021年6月18日、2023年6月12日）
  - 水曜担当（2021年3月31日 - 2022年9月28日）
  - 火曜担当（2022年10月4日 - 2023年3月28日）
  - 畑下由佳の代理（2023年2月20日）
  - 月曜担当（2023年4月3日 - 5月29日）
  - 木曜担当（2023年6月8日 - ）
  - 佐藤真知子の代理（2023年9月26日・11月28日、2024年2月13日）
  - 後呂有紗の代理（2024年2月21日）
  - 滝菜月の代理（2024年6月4日）
  - 金曜担当（2025年4月4日）
- 夜バゲット（2020年4月3日深夜・4月4日未明 - ） - MC
- NNNストレイトニュース
  - 後藤晴菜の代理（2020年10月23日）
  - 水曜担当（2021年3月31日 - 2022年9月28日）
  - 杉野真実（11:30 - 11:45）の代理（2021年6月18日・10月30日、2023年6月12日）
  - 火曜担当（2022年10月4日 - 2023年3月28日）
  - 畑下由佳の代理（2023年2月20日）
  - 月曜第2部（11:30 - 11:45）担当（2023年4月3日 - 5月29日）
  - 後呂有紗の代理（2023年4月19日[23]、2024年2月21日[24]）
  - 木曜第2部（11:30 - 11:45）担当（2023年6月8日 - 2024年3月28日）
  - 佐藤真知子の代理（2023年9月26日[24]・11月28日[24]、2024年2月13日[24]・6月4日[23]）
  - 木曜「ストレイトニュース」（11:20 - 11:30）キャスター（2024年4月4日 - ）
  - 市來玲奈（11:20 - 11:30）の代理（2024年7月22日）
- Going!Sports&News
  - 後藤晴菜の代理（2020年10月24日）
  - 佐藤梨那の代理（2020年12月20日）
  - 市來玲奈の代理（2022年8月6日）
- ゴルフ革命α Season3（日テレジータス、2021年7月11日 - ） - 進行

### 映画
- それいけ!アンパンマン ミージャと魔法のランプ（2015年） - ランプの精霊C〈声の出演〉
- バケモノの子（2015年） - TV経済ニュースキャスター〈声の出演〉